# Claudio Bortolotto
Claudio Bortolotto (Orsago, Vèneto, 19 de marzo de 1952) fue un ciclista italiano, que fue profesional entre 1974 y 1984. Sus éxitos más importantes los consiguió al Giro de Italia, donde ganó tres ediciones del Premio de la Montaña (1979, 1980, 1981) y dos etapas. El 1978 ganó el Gran Premio del Midi Libre.

## Palmarés
1977
- Gran Premio de la Industria y el Comercio de Prato
- 1 etapa del Giro de Italia

1978
- Gran Premio del Midi Libre, más 1 etapa

1979
- 1 etapa al Giro de Italia, más el Gran Premio de la Montaña
- tercero en el Campeonato de Italia en Ruta

1980
- Gran Premio de la Montaña del Giro de Italia

1981
- Coppa Sabatini
- Gran Premio de la Montaña del Giro de Italia

1982
- 1 etapa de la Vuelta en Alemania

## Resultados en Grandes Vueltas
Durante su carrera deportiva ha conseguido los siguientes puestos en las Grandes Vueltas:
| Carrera         | 1974 | 1975 | 1976 | 1977 | 1978 | 1979 | 1980 | 1981 | 1982 | 1983 | 1984 |
| --------------- | ---- | ---- | ---- | ---- | ---- | ---- | ---- | ---- | ---- | ---- | ---- |
| Giro de Italia  | 35º  | -    | 22º  | 8º   | 8º   | 15.º | 25º  | 9º   | -    | 34º  | 38.º |
| Tour de Francia | -    | -    | -    | -    | -    | -    | -    | -    | -    | -    | -    |
| Vuelta a España | -    | -    | -    | -    | -    | -    | Ab.  | -    | -    | 14.º | -    |
| Mundial en Ruta | -    | -    | -    | 24º  | 18.º | -    | -    | -    | -    | -    | -    |